# Prochoerodes forficularia
Prochoerodes forficularia är en fjärilsart som beskrevs av Dyar 1902. Prochoerodes forficularia ingår i släktet Prochoerodes och familjen mätare. Inga underarter finns listade i Catalogue of Life.